# Frederick T. Gates
Pour les articles homonymes, voir Gates.
Frederick Taylor Gates (né le 22 juillet 1853 dans le Comté de Broome dans l'état de New York, mort le 6 février 1929 à Phoenix, Arizona) est un théologien, éducateur, principal conseiller de l'industriel John D. Rockefeller, Sr. entre 1891 et 1923,.
Il est le cofondateur avec John Davison Rockefeller de la Fondation Rockefeller.

## Biographie

### Famille
Né dans le comté de Broome dans l'état de New York, il épouse, en 1882 à Rochester, Lucia Fowler Perkins qui meurt en 1883, et se remarie en 1886 avec Emma Lucile Cahoon ; ensemble ils ont six enfants : Frederick Lamont Gates (1886–1933), médecin et chercheur, Franklin Herbert Gates (1888–1945), banquier et agronome, Russell Cahoon Gates (1890–1964), Alice Florence Gates (1891–1974), Lucia Louise Gates (1893–1967), Grace Lucile Gates (1895–1981) et Percival Taylor Gates (1897–1978).

### La Fondation Rockefeller
En 1880 il est diplômé de l'Université de Rochester et, à l'âge de 27 ans, il devient le pasteur d'une église baptiste à Minneapolis où il montre ses capacités de planification et d'organisation. Choisi par l'Église baptiste pour implanter de nouvelles écoles, il reconstruit en particulier une église baptiste à Chicago, pour laquelle John D. Rockefeller avait fait un don de 600 000 $. Rockefeller lui demande alors de travailler pour lui. En tant que directeur de l'organisation philanthropique de Rockefeller, il met au point des principes qui aboutissent à créer la Fondation Rockefeller. Il contribue à développer les affaires dans les mines, les chemins de fer et les flottes navales, qui plus tard aboutiront à la création d'United States Steel Corporation. Lors du crack financier de 1893, il est envoyé par Rockefeller à Monte Cristo (Washington) pour remettre de l'ordre dans les affaires financières de la ville.
En juin 1901 il crée et dirige The Rockefeller Institute for Medical Research qui sera le premier institut biomédical d'Amérique. Son fils Frederick Lamont Gates y sera médecin et chercheur : entre le 21 janvier et le 4 juin 1918, en tant que "premier lieutenant du corps médical de l' U. S. Army", Frederick supervise des expérimentations faites par le Rockefeller Institute for Medical Research pour la recherche d'un vaccin contre la méningite à l'hôpital militaire de Fort Riley au Kansas et publie les résultats dans The Journal of Experimental Medicine du 1er octobre 1918.

### Philanthropie
Après 1912, il consacre sa vie à la philanthropie et organise avec la Fondation Rockefeller la création d'écoles de médecine et l'envoi de missionnaires en Chine et en Asie du sud-est.
Il meurt en 1929 d'une pneumonie et d'une appendicite aigüe.

## Publications
- Frederick Taylor Gates: Chapters in My Life. Neuauflage: The Free Press New York 1977.  (ISBN 978-0-02-911350-9)
- The truth about Mr. Rockefeller and the Merritts [ca. 1897] Neuauflage: Cornell University Library 2009.  (ISBN 978-1-112-19747-5)
- The country school of to-morrow. General Education Board, New York 1913
- Our American ancestry. 1928, 6 Seiten, Internet Archive